# Seleção Guineense de Futebol
A Seleção Guineense de Futebol representa a Guiné-Bissau nas competições de futebol da FIFA. É filiada à FIFA, CAF e à WAFU.

## História
A equipe não possui nenhum jogador de renome internacional. Os mais conhecidos jogaram e jogam em equipas médias e de pequeno porte da ex-metrópole Portugal, com destaque para Bebiano Gomes, mais conhecido por Bio, que representou o Benfica nas camadas de formação de 1980 a 1983 e jogou em equipas do primeiro plano do futebol português, tais como: Farense, por empréstimo do Benfica (3 épocas- duas na Primeira Divisão e 1 na Segunda Divisão)- onde foi campeão nacional da Segunda Divisão em 1986, Penafiel (4 épocas - duas na Primeira e duas na Segunda), Tirsense (1 época - na Primeira Divisão), Beira-Mar (1 época na Primeira Divisão), Académico de Viseu (1 época na Segunda Divisão), internacional pela Seleção da Guiné-Bissau, atualmente a exercer advocacia e conhecido pela forma corajosa como defendeu os interesses do jogador de origem guineense e internacional português.
Bruma (que foi transferido do Sporting Clube de Portugal para o Galatasaray por €12.000.000,00), Sufrim Lopes, ex-jogador da Naval - também possui cidadania portuguesa - , Bocundji Ca (revelado pelo Nantes) e também foi capitão do time - , Almami Moreira (ex-jogador de Boavista, Hamburgo, Dínamo de Moscou e Partizan de Belgrado) e Braíma Injai (que fez praticamente toda a carreira em Portugal) são outros jogadores conhecidos da Guiné-Bissau. Yannick Djaló, Nélson Gama e Éder, apesar de serem guineenses de nascimento, optaram por defender a Seleção Portuguesa.
Nunca participou da Copa do Mundo e, até 2015, da Copa das Nações Africanas, onde chegou a ser banida em 1998 por ter desistido das Eliminatórias da CAN de 1996 com as mesmas em andamento. Com a vitória por 3 a 2 sobre a Zâmbia, conquistou pela primeira vez a vaga para o torneio que será realizado em 2017 no Gabão, tornando-se o quarto país lusófono a participar da CAN (ou outros foram Angola, Cabo Verde e Moçambique). Seus resultados mais expressivos são na Copa Amílcar Cabral quando obteve o vice-campeonato da competição em 1983 e também obtendo por cinco vezes o quarto lugar em 1979, 1995, 2001, 2005 e 2007.
Em 2016, a seleção guineense atingiu a sua melhor posição da história no Ranking Mundial da FIFA, chegando a 68ª posição. Em outubro de 2021 a posição baixou até a 109ª.

## Histórico em Copas do Mundo
- 1930 a 1994: não se inscreveu (até 1974 era uma província de Portugal)
- 1998 a 2022: não se classificou

## Histórico na Copa das Nações Africanas
- 1957 a 1992: não se inscreveu (até 1974 era colônia de Portugal)
- 1994: não se classificou
- 1996: desistiu com as Eliminatórias em andamento
- 1998: banida pela desistência em 1996
- 2000: não se inscreveu
- 2002: desistiu
- 2004: desistiu
- 2006: não se classificou
- 2008: não se inscreveu
- 2010 a 2015: não se classificou
- 2017: Fase de Grupos
- 2019: Fase de Grupos
- 2021: Fase de Grupos
- 2023: Fase de Grupos
- 2025: A disputar

## Campanhas de destaque
- Copa Amílcar Cabral
  - 2º lugar - 1983
  - 4º lugar - 1979, 1995, 2001, 2005, 2007

## Recordes
10 de junho de 2024
Jogadores em negrito ainda em atividade pela Seleção Guineense.
| Pos. | Jogador        | Partidas | Gols | Em atividade |
| ---- | -------------- | -------- | ---- | ------------ |
| 1    | Jonas Mendes   | 60       | 0    | 2010–        |
| 2    | Piqueti        | 40       | 7    | 2015–        |
| 3    | Sori Mané      | 39       | 0    | 2017–        |
| 4    | Adelino Lopes  | 36       | 2    | 1996–2001    |
| 5    | Zezinho        | 34       | 2    | 2010–2019    |
| 6    | Mama Baldé     | 32       | 6    | 2016–        |
| 7    | Bura           | 29       | 1    | 2015–        |
| 8    | Moreto Cassamá | 28       | 0    | 2019–        |
| 8    | Opa Sanganté   | 28       | 6    | 2020–        |
| 8    | Alfa Semedo    | 28       | 2    | 2021–        |

| # | Jogador            | Gols | Partidas | Média por jogo | Em atividade |
| - | ------------------ | ---- | -------- | -------------- | ------------ |
| 1 | Nando              | 9    | 6        | 0.67           | 1996–2001    |
| 2 | Piqueti            | 7    | 40       | 0.18           | 2015–        |
| 3 | Cícero             | 6    | 14       | 0.43           | 2010–2016    |
| 3 | Frédéric Mendy     | 6    | 24       | 0.25           | 2016–        |
| 3 | Mama Baldé         | 6    | 32       | 0.19           | 2016–        |
| 6 | Jorginho           | 5    | 27       | 0.19           | 2018–        |
| 7 | Zinho Gano         | 4    | 7        | 0.57           | 2022–        |
| 7 | Joseph Mendes      | 4    | 14       | 0.29           | 2019–        |
| 9 | Braima Mané        | 3    | 3        | 1              | 1995         |
| 9 | Basile de Carvalho | 3    | 8        | 0.38           | 2011–2012    |
| 9 | Toni Silva         | 3    | 22       | 0.14           | 2016–        |

## Treinadores
| - Guilherme Farinha (1990–1994) - José Carlos Teixeira (1996) - Armando Antonio Miranda (–2000) | - Baciro Candé (2001–2009) - Luís Norton de Matos (2010–2012) - Carlos Manuel (2012–2014) | - Paulo Torres (2014–2016) - Baciro Candé (2016–2024) - Luís Boa Morte (2024–) |